# Ökölvívás az 1924. évi nyári olimpiai játékokon
Az 1924. évi nyári olimpiai játékokon az ökölvívásban nyolc súlycsoportban avattak olimpiai bajnokot.

## Éremtáblázat
(Magyarország és a rendező ország csapata eltérő háttérszínnel, az egyes számoszlopok legmagasabb értéke illetve értékei vastagítással kiemelve.)
| Az 1924. évi nyári olimpiai játékok éremtáblázata ökölvívásban | Az 1924. évi nyári olimpiai játékok éremtáblázata ökölvívásban | Az 1924. évi nyári olimpiai játékok éremtáblázata ökölvívásban | Az 1924. évi nyári olimpiai játékok éremtáblázata ökölvívásban | Az 1924. évi nyári olimpiai játékok éremtáblázata ökölvívásban | Olimpia  |
| -------------------------------------------------------------- | -------------------------------------------------------------- | -------------------------------------------------------------- | -------------------------------------------------------------- | -------------------------------------------------------------- | -------- |
|                                                                | Ország                                                         | Arany                                                          | Ezüst                                                          | Bronz                                                          | Összesen |
| 1.                                                             | Egyesült Államok (USA)                                         | 2                                                              | 2                                                              | 2                                                              | 6        |
| 2.                                                             | Nagy-Britannia (GBR)                                           | 2                                                              | 2                                                              | 0                                                              | 4        |
| 3.                                                             | Dánia (DEN)                                                    | 1                                                              | 2                                                              | 0                                                              | 3        |
| 4.                                                             | Belgium (BEL)                                                  | 1                                                              | 0                                                              | 1                                                              | 2        |
| 4.                                                             | Norvégia (NOR)                                                 | 1                                                              | 0                                                              | 1                                                              | 2        |
| 6.                                                             | Dél-afrikai Unió (RSA)                                         | 1                                                              | 0                                                              | 0                                                              | 1        |
|                                                                |                                                                |                                                                |                                                                |                                                                |          |
| 7.                                                             | Argentína (ARG)                                                | 0                                                              | 2                                                              | 2                                                              | 4        |
|                                                                |                                                                |                                                                |                                                                |                                                                |          |
| 8.                                                             | Franciaország (FRA)                                            | 0                                                              | 0                                                              | 1                                                              | 1        |
| 8.                                                             | Kanada (CAN)                                                   | 0                                                              | 0                                                              | 1                                                              | 1        |
|                                                                |                                                                |                                                                |                                                                |                                                                |          |
| Összesen                                                       | Összesen                                                       | 8                                                              | 8                                                              | 8                                                              | 24       |

## Érmesek
| Az 1924. évi nyári olimpiai játékok érmesei ökölvívásban |                                        |                                            |                                              |
| Versenyszám                                              | Arany                                  | Ezüst                                      | Bronz                                        |
| Nehézsúly                                                | Otto von Porat · Norvégia (NOR)        | Søren Petersen · Dánia (DEN)               | Alfredo Porzio · Argentína (ARG)             |
| Félnehézsúly                                             | Harry Mitchell · Nagy-Britannia (GBR)  | Thyge Petersen · Dánia (DEN)               | Sverre Sørsdal · Norvégia (NOR)              |
| Középsúly                                                | Harry Mallin · Nagy-Britannia (GBR)    | John Elliott · Nagy-Britannia (GBR)        | Joseph Beecken · Belgium (BEL)               |
| Váltósúly                                                | Jean Delarge · Belgium (BEL)           | Héctor Méndez · Argentína (ARG)            | Douglas Lewis · Kanada (CAN)                 |
| Könnyűsúly                                               | Hans Nielsen · Dánia (DEN)             | Alfredo Copello · Argentína (ARG)          | Frederick Boylstein · Egyesült Államok (USA) |
| Pehelysúly                                               | Jackie Fields · Egyesült Államok (USA) | Joseph Salas · Egyesült Államok (USA)      | Pedro Quartucci · Argentína (ARG)            |
| Harmatsúly                                               | William Smith · Dél-afrikai Unió (RSA) | Salvatore Tripoli · Egyesült Államok (USA) | Jean Ces · Franciaország (FRA)               |
| Légsúly                                                  | Fidel LaBarba · Egyesült Államok (USA) | James McKenzie · Nagy-Britannia (GBR)      | Raymond Fee · Egyesült Államok (USA)         |

## Magyar részvétel
- Lőwig Béla könnyűsúlyban 17. lett.